# Лучик (притока Лози)
Лу́чик (рос. Лучик) — річка в Росії, ліва притока Лози. Протікає територією Ігринського району Удмуртії.
Річка починається за 0,5 км на північний схід від колишнього присілка Телегурт. Протікає на схід та південний схід. Впадає до Лози за 2 км на північний схід від присілка Нагорний. Береги річки заліснені, в нижній течії заболочені. Приймає декілька дрібних приток.
Над річкою розташовано присілок Лучиквай. В нижній течії річку перетинає автомобільний міст, в гирлі — залізниця.